# Acuario de Bergen
El Acuario de Bergen (en noruego: Akvariet i Bergen) es un acuario público en Noruega. Está situado en la península de Nordnes en Bergen, y es una de las atracciones turísticas de la ciudad. Cuando se inauguró en el 27 de agosto de 1960 fue considerado como el acuario más grande y moderno del norte de Europa.
El complejo alberga más de 60 tanques de peces, invertebrados marinos, así como tres estanques al aire libre con focas, pingüinos y ciprínidos y una sucursal tropical con reptiles y monos.